# Cophixalus nexipus
Espèce
Cophixalus nexipus est une espèce d'amphibiens de la famille des Microhylidae.

## Répartition
Cette espèce est endémique du mont Obree dans la province centrale en Papouasie-Nouvelle-Guinée. Elle se rencontre entre 1 800 et 2 040 m d'altitude.

## Publication originale
- Kraus, 2012 : Papuan frogs of the genus Cophixalus (Anura: Microhylidae): new synonyms, new species, and a dichotomous key. Zootaxa, no 3559, p. 1-36.